# Városföldrajz
A városföldrajz a társadalomföldrajz azon ága, amely a városok kialakulását, elhelyezkedését, funkcióit, belső szerkezetét, és a környezetükre gyakorolt hatásaikat vizsgálja. Fontos része a településföldrajznak, és kiemelt figyelmet fordít arra, hogyan hat a társadalmi, gazdasági és kulturális folyamatok alakulása a városi térre. 

## A városföldrajz főbb jellemzői

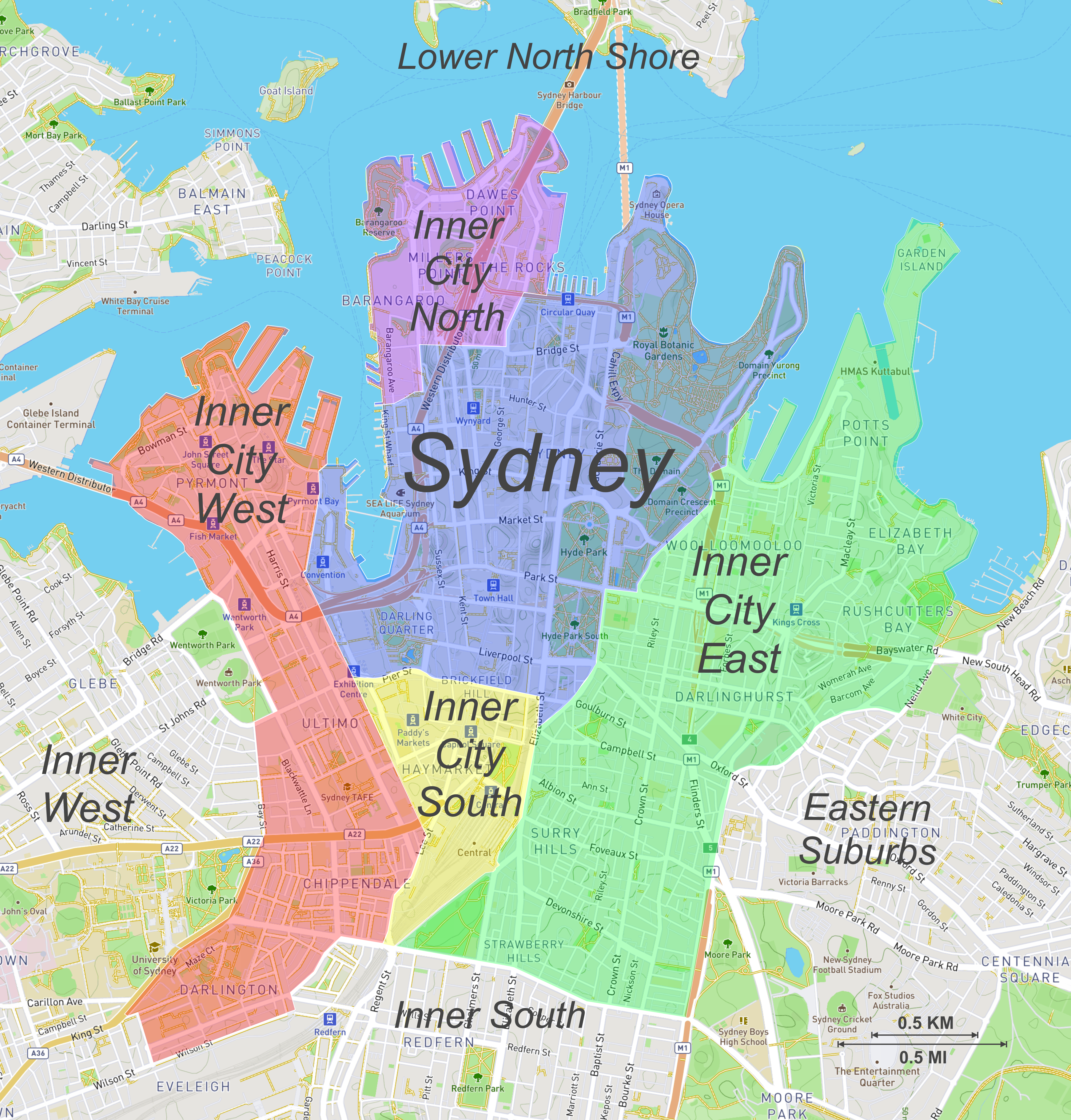
Sydney központi városrészei

- Városok kialakulása és fejlődése: A városok kialakulását számos tényező befolyásolja, mint például a földrajzi elhelyezkedés, a közlekedési útvonalak, a gazdasági lehetőségek és a természeti erőforrások közelsége. A történelmi városfejlődés során sok város stratégiai vagy gazdasági szempontból fontos helyeken alakult ki (például folyók partján, kereskedelmi útvonalak mentén). A városok fejlődése idővel különböző várostípusok kialakulásához vezetett, például ipari, kereskedelmi, kulturális vagy adminisztratív központokhoz.
- Városi hierarchia és hálózatok: A városföldrajz fontos része a városi hierarchia vizsgálata, amely azt jelenti, hogy a városok különböző szintű központi szerepekkel bírnak (pl. globális városok, regionális központok, helyi központok). A városok közötti kapcsolatok és gazdasági hálózatok is fontosak, mivel a városok gyakran függnek egymástól különböző szolgáltatások, áruk és munkaerő tekintetében. A városhálózatok és vonzáskörzetek (pl. agglomerációk) hatással vannak a régiók gazdaságára, társadalmára és kultúrájára.[1]
- Városok térbeli szerkezete és zónái: A városok belső struktúrája zónákra osztható, amelyek különböző funkciókat látnak el (pl. lakóövezet, ipari zóna, üzleti negyed, kulturális negyed). Számos modell segít megérteni a városok térbeli felépítését, például: 
  - Körzónás modell: A város koncentrikus körökből áll, melyek közepén található a központi üzleti negyed, és a különböző övezetek kívül helyezkednek el.
  - Szegmens vagy ék modell: A város egyes zónái ék alakban helyezkednek el a városközponttól kiindulva.
  - Többmagvú modell: A város több központi zónából áll, ahol különböző funkciók alakulnak ki (pl. üzleti központ, ipari zóna).[2]
- Urbanizáció és szuburbanizáció: Az urbanizáció a városok növekedésének folyamata, amely során a vidéki lakosság városokba költözik, és növeli a városi népességet. A szuburbanizáció során a városi lakosság egy része a város peremére, az agglomerációs övezetekbe költözik, gyakran jobb életkörülmények és nagyobb lakótér reményében. A városföldrajz vizsgálja az urbanizáció társadalmi, gazdasági és környezeti hatásait, például a városi terjeszkedést, az infrastrukturális igényeket és a fenntartható városfejlődést.[3]
- Gazdasági és társadalmi funkciók: A városok különböző gazdasági és társadalmi funkciókat töltenek be, mint például ipari termelés, kereskedelem, oktatás, egészségügy, kultúra és szórakozás. Egy város gazdasági szerepe hatással van annak fejlődésére és vonzáskörzetére. Például egy ipari központ másfajta infrastruktúrát igényel, mint egy turisztikai központ. A funkcionális szegmentáció és a különböző társadalmi rétegek térbeli elhelyezkedése meghatározza a város arculatát és életminőségét.

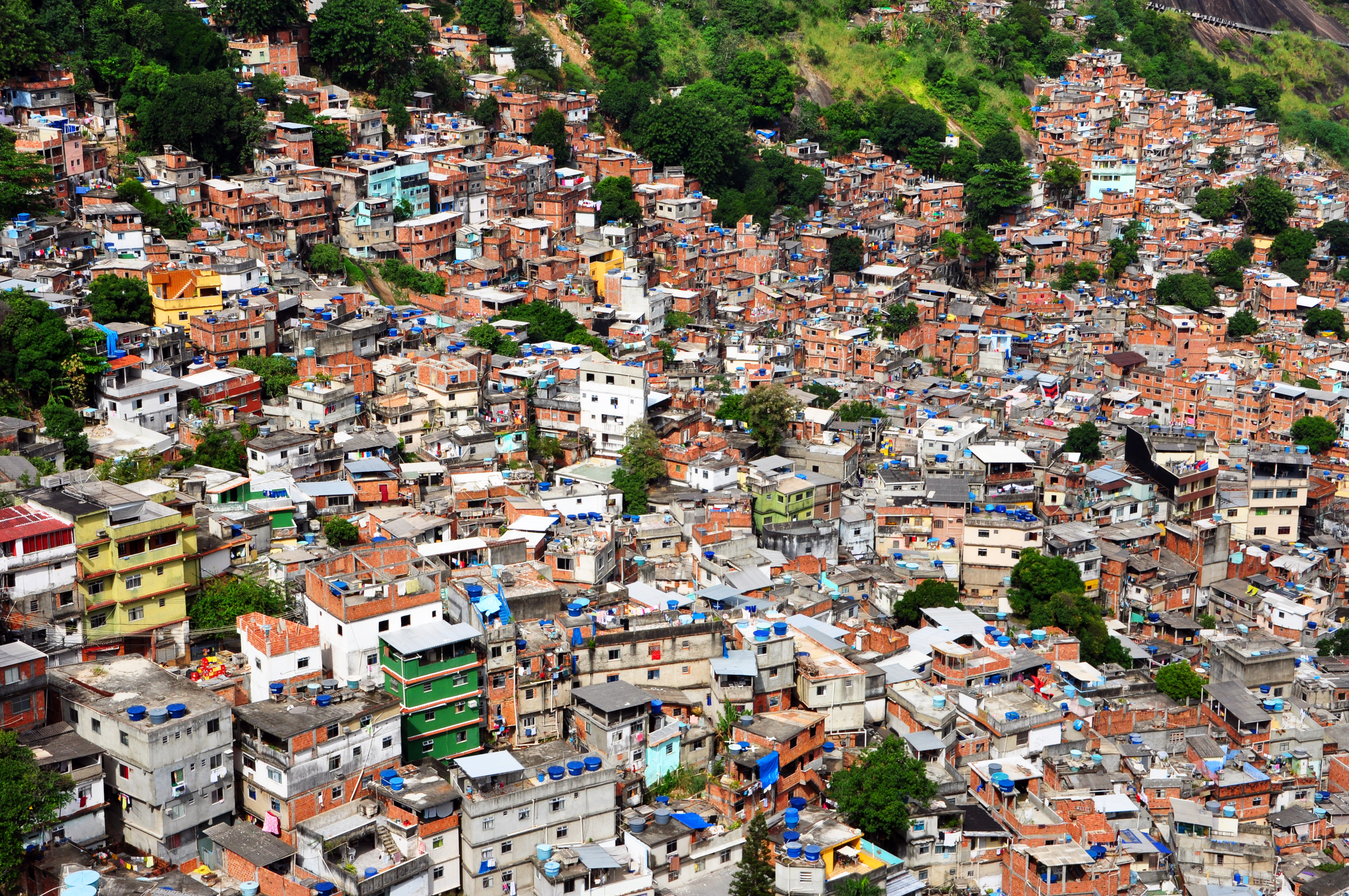
Favellák Rio de Janeiróban

- Fenntartható városfejlődés és környezeti kihívások: A városok folyamatosan szembesülnek környezeti kihívásokkal, például légszennyezés, hulladékgazdálkodás, zöldterületek hiánya és túlzsúfoltság. A fenntartható városfejlődés célja, hogy a városi terjeszkedés és a gazdasági fejlődés ne károsítsa a környezetet, illetve biztosítsa a városlakók életminőségét. A városföldrajz vizsgálja az olyan modern városi kezdeményezéseket is, mint a zöld városok, a smart city (okos város) koncepciók, valamint a tömegközlekedés és az energiatakarékos építkezés fejlesztése.[4]
- Társadalmi egyenlőtlenségek és szegregáció: A városi területek gyakran szociálisan és gazdaságilag rétegzettek, ami különböző társadalmi csoportok térbeli elkülönüléséhez vezethet. A szegregáció (pl. jövedelmi, etnikai alapon) hatással van a város szerkezetére, a lakhatási viszonyokra, az oktatási és munkalehetőségekre. A városföldrajz vizsgálja a városi szegénység, a slumok (nyomornegyedek), a gentrifikáció, és más társadalmi folyamatok kialakulását és hatásait.[5]

## Összegzés
A városföldrajz tehát a városok működésének és struktúrájának minden részletét igyekszik feltárni, beleértve a társadalmi, gazdasági és környezeti tényezőket. A városok életében bekövetkező gyors változások – mint az urbanizáció, technológiai fejlődés és környezeti kihívások – miatt a városföldrajz fontos szerepet játszik a modern városok fenntartható és élhető módon történő tervezésében és fejlődésének irányításában.